# Система картирования урожайности
Система картирования урожайности — аппаратно-программный комплекс, устанавливающийся на уборочную технику, позволяющий определять и фиксировать количество собранной сельскохозяйственной продукции за короткие промежутки времени. В результате использования данных систем создаются картограммы урожайности, позволяющие выявить неоднородность уровня урожайности в пределах одного поля.
Карты урожайности могут являться основой при планировании агрохимического обследования почв и для создания аппликационных картограмм внесения удобрений.
В основном, системы картирования урожайности разработаны для установки на зерноуборочные комбайны.

## Составные части системы
- GPS-приёмник;
- Спутниковый мониторинг транспорта;
- Бортовой компьютер;
- Датчики массы и влажности;
- Набор кабелей.